# Janet Aitken

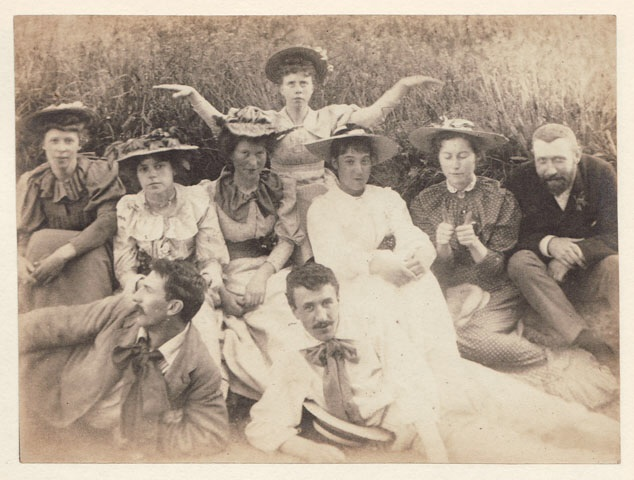
Künstlergruppe „The Immortals“ um 1894 – hinten: Frances MacDonald; mittlere Reihe (v. l. n. r.): Margaret Macdonald, Katharine Cameron, Janet Aitken, Agnes Raeburn, Jessie Keppie, John Keppie; vordere Reihe (v. l. n. r.): Herbert McNair, Charles Rennie Mackintosh

Janet Macdonald Aitken (* 1873 in Glasgow; † 1941 in Troon, Schottland) war eine schottische Porträt- und Landschaftsmalerin. Jude Burkhauser nannte sie eine der führenden Vertreterinnen des Glasgow Style.

## Leben und Werk
Aitken wurde in Glasgow geboren. Ihr Vater, Robert Thomson Aitken, war ein angesehener Drucker und Lithograf. Von 1887 bis 1902 studierte sie an der Glasgow School of Art, bevor sie ihr Studium an der Academie Colarossi in Paris fortsetzte. Nach einiger Zeit in Spanien kehrte sie nach Glasgow zurück und wurde Teil der Künstlergruppe um Charles Rennie Mackintosh und den sogenannten „Immortals“, zu denen auch Agnes Raeburn, Margaret Macdonald Mackintosh, Jessie Newbery, Ruby Pickering, Katharine Cameron, Jessie Keppie und Frances McNair gehörten. Aitken war außerdem Mitglied in der Glasgow Society of Lady Artists und gewann den Lauder Prize in 1928 und 1937. Aitken arbeitete außerdem mit Metall und war Mitglied der Scottish Guild of Handicraft.
Aitken malte vor allem städtische Szenes und historische Gebäude in Öl und Wasserfarbe. Einige ihrer schwarz-weißen Zeichnungen von Straßenszenen in Glasgow wurden auf Postkarten gedruckt. Ihre Werke wurden regelmäßig in der Royal Scottish Academy und dem Glasgow Institute of the Fine Arts ausgestellt. In den frühen 1930ern stellte sie vor allem Porträts in der Aberdeen Arts Society aus. 1930 wurden 40 Landschaftsgemälde von ihr in der Beaux Arts Gallery ausgestellt. 1942 veranstaltete  die Glasgow Society of Lady Artists eine Gedenkausstellung für Aitken, Kate Wylie und Elma Story.